# El Mourafik
El Mourafik (arabe : المرافق) est un navire de patrouille et de soutien des forces navales algériennes. Il a été acquis en Chine en 1990. Sa conception est basée sur le dragueur de mine T-43 soviétique, mais avec un pont entièrement différent et des moteurs plus puissants.
Il est armé de 4 mitrailleuses de 14,7 mm et doté d'un équipage de 54 hommes. Il peut être utilisé pour draguer des mines le long des côtes et en haute mer.
Il est utilisé comme navire de patrouille maritime en collaboration avec les unités des garde-côtes et pour les missions de recherche et sauvetage (SAR), mais le plus souvent il est sollicité pour les besoins en formation des plongeurs de combat et pour les besoins de l'école des fusiliers marins de Jijel.